# Neuwiese von Messel
Die Neuwiese von Messel ist ein Naturschutzgebiet in den Gemarkungen von Messel und Eppertshausen im Landkreis Darmstadt-Dieburg in Südhessen. Es wurde mit Verordnung vom 20. März 1986 ausgewiesen und am 31. Oktober 1994 in den Abgrenzungen ergänzt.

## Lage
Die „Neuwiese von Messel“ liegt zentral im Naturraum Messeler Hügelland etwa 3 Kilometer östlich von Messel. Das Naturschutzgebiet besteht aus zwei Teilflächen nördlich und südlich der Kreisstraße 180 Messel – Eppertshausen. Die Gesamtfläche des Schutzgebietes beträgt 107,18 Hektar. Es ist seit 2008 als südlicher Teil eingebettet in das größere Natura 2000-Gebiet „Neuwiese und Wald nordöstlich von Messel“ (FFH–Gebiet 6018-307).

## Schutzzweck
Mit der Unterschutzstellung sollen die Pflanzenarten der Feuchtwiesengesellschaften und der artenreiche Eichen-Hainbuchen-Wald erhalten werden. Die Wiesen und der angrenzende Wald sind als Lebensraum, Nahrungs- und Aufenthaltsgebiet für gefährdete Tierarten, insbesondere Wiesenbrüter, zu sichern und zu entwickeln.

## Beschreibung
Das Gebiet besteht aus einem Wiesenareal als größere zusammenhängende Waldlichtung im Messeler Wald. Die Neuwiese ist bereits seit 1518 als Naue wyße oder newe wiesen als Flurname urkundlich, eine extensive Mahd- und Weidenutzung der Waldinseln besteht bereits seit dem 16. Jahrhundert. Die offenen Wiesenbereiche sind kleinräumig mit abwechslungsreichen Waldstrukturen verzahnt. Mehrere Gräben durchziehen das Gelände.

## Flora und Fauna
Die Neuwiese umfasst die Lebensraumtypen Pfeifengraswiesen auf kalkreichem Boden, torfigen und tonig-schluffigen Böden (Molinion caeruleae) (LRT 6410) und Magere Flachland–Mähwiesen (Alopecurus pratensis, Sanguisorba officinalis) (LRT 6510) sowie kleinflächig Artenreiche montane und submontane Borstgrasrasen auf Silikatböden (LRT 6230). Vor allem im Frühjahr weist das Wiesenareal eine große Dichte blühender seltener Pflanzen auf, beispielsweise der Sibirischen Schwertlilie. Hier ist der Dunkle Wiesenknopf-Ameisenbläuling heimisch. Im Rahmen der Pflegemaßnahmen des FFH-Gebietes wird durch einschürige Mahd der Wiesen und Gehölzrückschnitt die Erhaltung des Wiesencharakters unterstützt. Das Wühlen von Schwarzwild unterstützt dabei die Ausbreitung verschiedener Gräser.
Die Waldbereiche im Naturschutzgebiet bestehen aus Eichen-Hainbuchenwald (LRT 9160) und Waldmeister-Buchenwald (LRT 9130), auf feuchten oder nassem Böden wachsen Auenwälder mit Alnus glutinosa und Fraxinus excelsior (LRT 91E0), im Norden kommt auch Hainsimsen-Buchenwald (LRT 9110) vor.

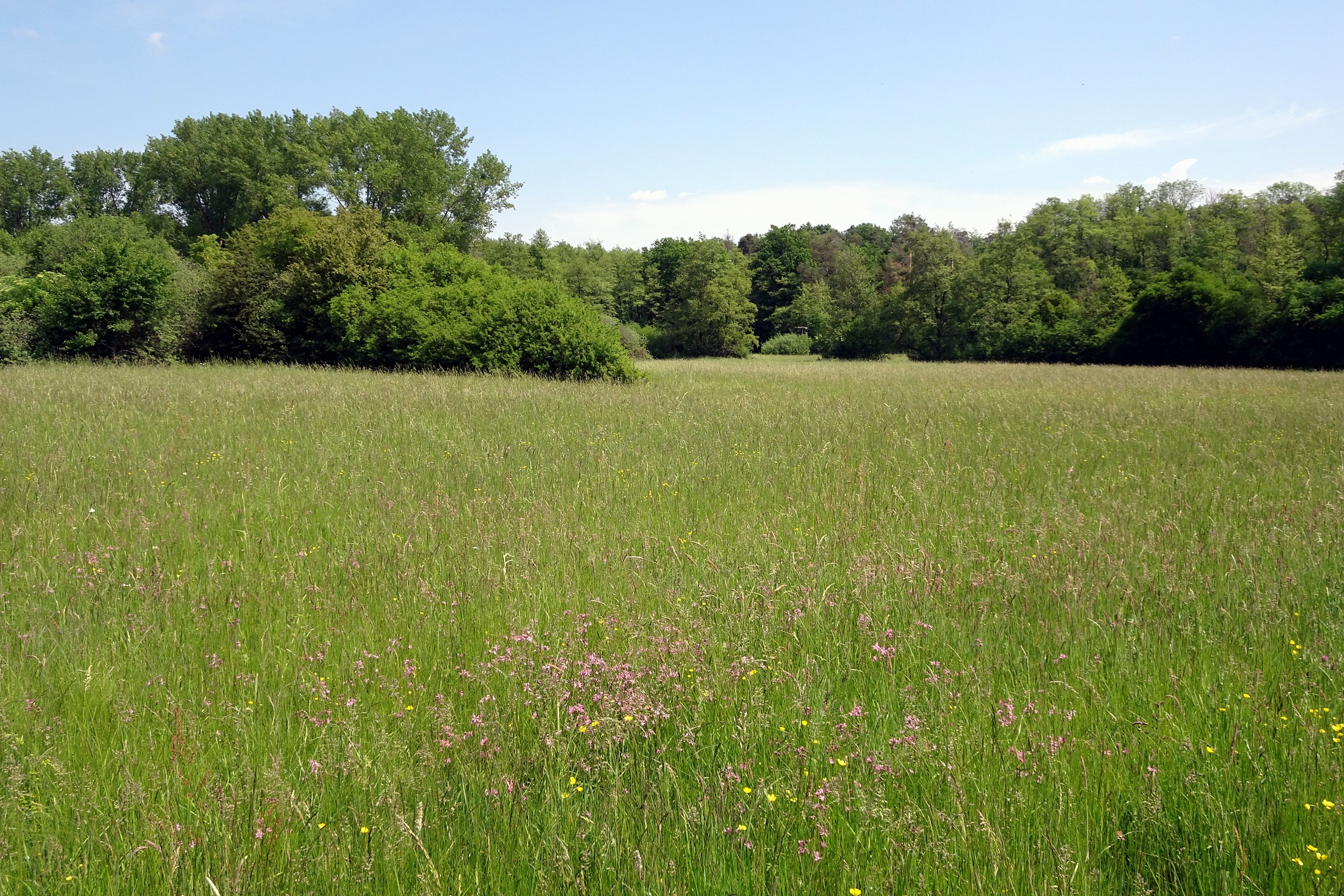
Feuchte Wiese nördlich der Kreisstraße mit Kuckucks-Lichtnelke (2021)
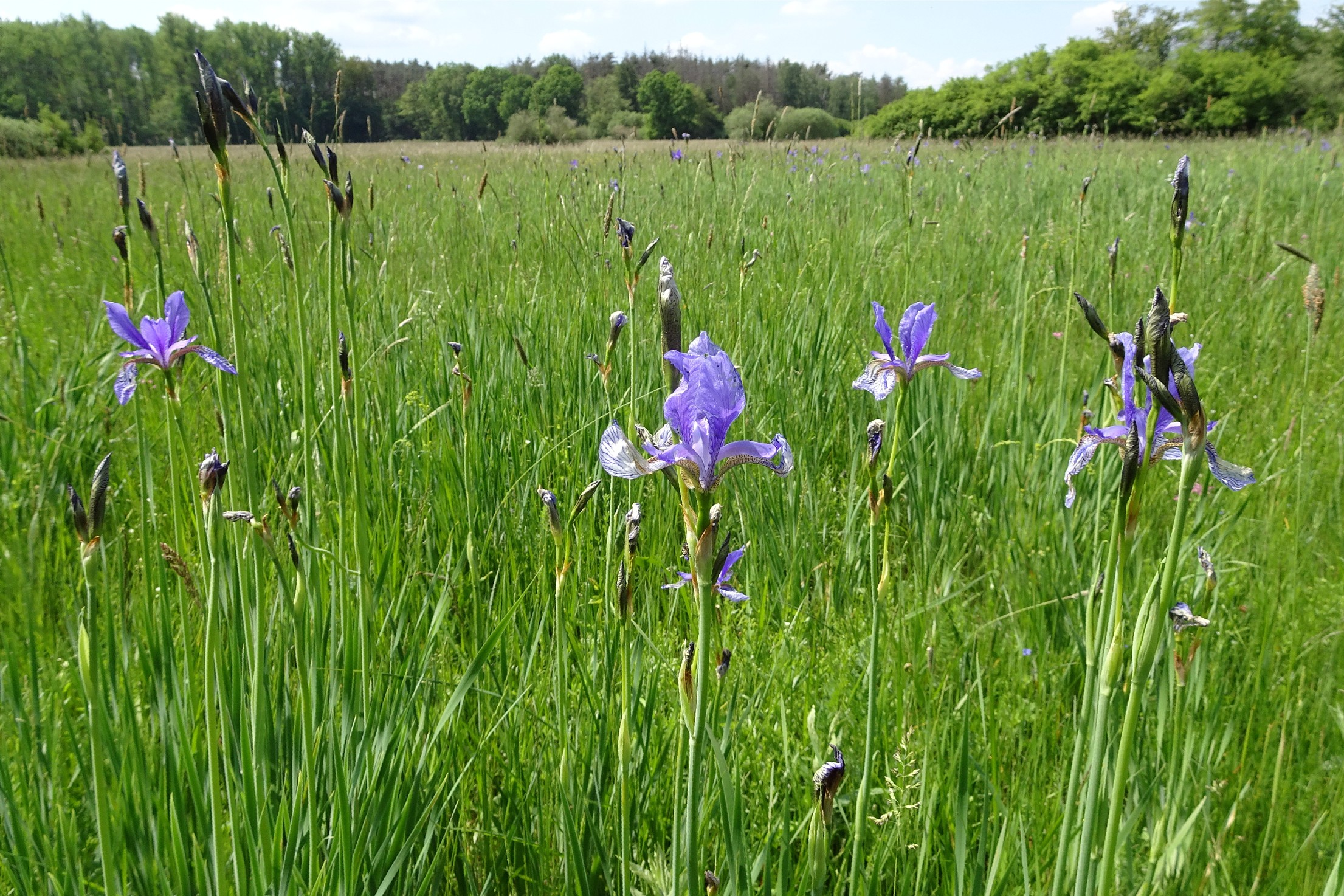
Pfeifengraswiese mit Sibirischer Schwertlilie (2021)
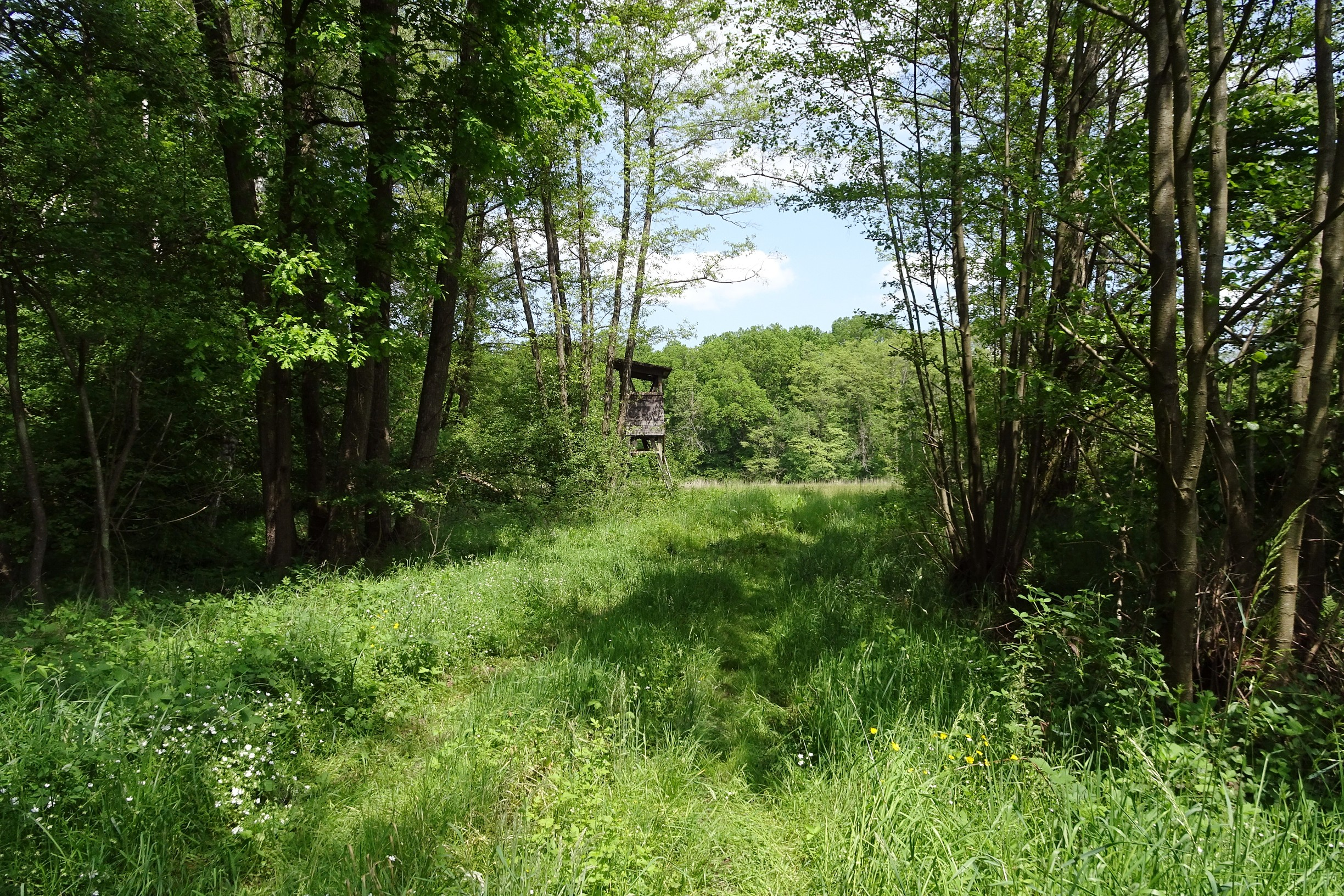
Weg zu einer Waldwiese im Norden (2021)
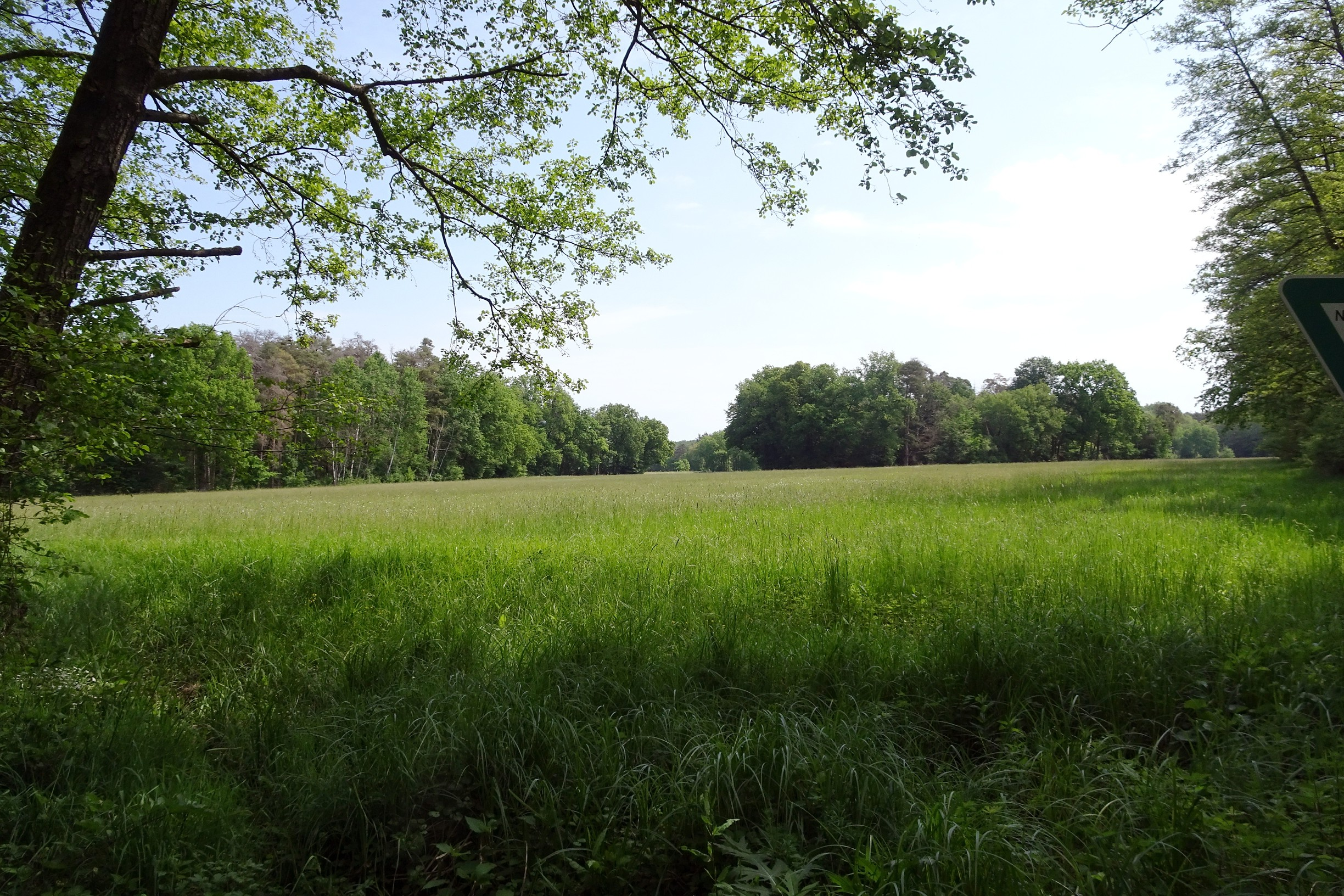
Wiese südlich der Kreisstraße (2021)
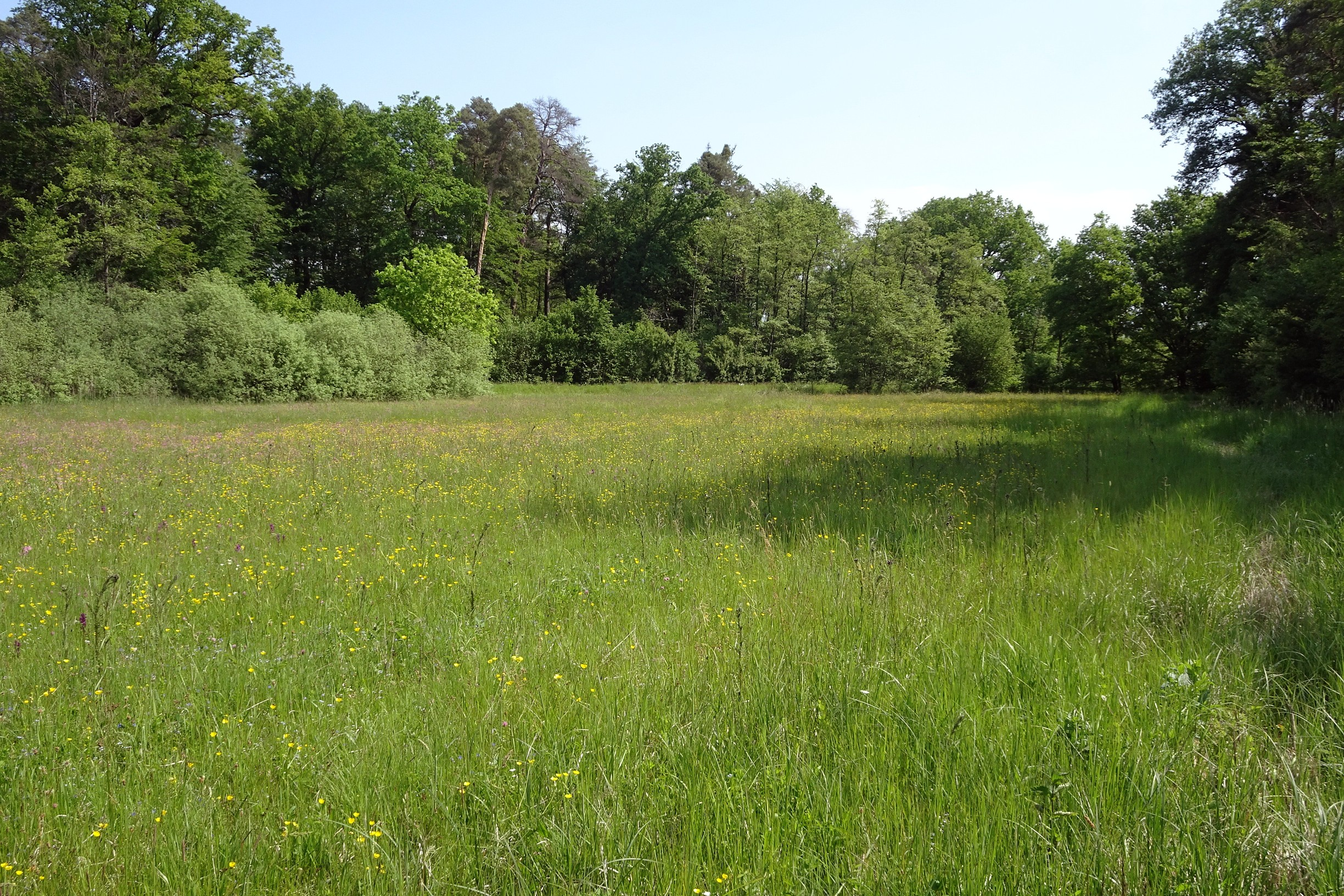
Feuchtwiese und Breitblättriges Knabenkraut (2021)